# Loke pri Mozirju
Loke pri Mozirju este o localitate din comuna Mozirje, Slovenia, cu o populație de 291 de locuitori.